# Giulia Gatto-Monticone
Giulia Gatto-Monticone (Turijn, 18 november 1987) is een tennisspeelster uit Italië. Zij begon op vijfjarige leeftijd met het spelen van tennis.

## Loopbaan
In 2006 won Gatto-Monticone met Darija Koestova haar eerste ITF-toernooi in Casale (Italië), bij het dubbelspel. In 2008 versloeg zij landgenote Julia Mayr in de finale op het ITF-toernooi in Imola (Italië), waarmee zij haar eerste ITF-enkelspeltitel won.
In 2011 nam zij voor het eerst deel aan de kwalificaties voor een grandslamtoernooi, waar zij in de eerste ronde door Camila Giorgi werd uitgeschakeld voor deelname aan het US Open.
In 2019 kwalificeerde Gatto-Monticone zich voor het eerst voor een grandslamtoernooi, op Roland Garros 2019. Later dat jaar plaatste zij zich voor het WTA-toernooi van Stuttgart, doordat Simona Halep zich terugtrok.
Gatto-Monticone stond in 2020 voor het eerst in een WTA-finale, op het challengertoernooi van Praag, samen met de Argentijnse Nadia Podoroska – zij verloren van het koppel Lidzija Marozava en Andreea Mitu.

## Posities op deWTA-ranglijst
Positie per einde seizoen:
| jaar | rang enkelspel | rang dubbelspel |
| ---- | -------------- | --------------- |
| 2002 | 1099           | –               |
| 2003 | 1003           | –               |
| 2004 | 666            | –               |
| 2005 | 797            | –               |
| 2006 | 520            | 314             |
| 2007 | 688            | 361             |
| 2008 | 400            | 370             |
| 2009 | 347            | 307             |
| 2010 | 270            | 355             |
| 2011 | 280            | 385             |
| 2012 | 340            | 452             |
| 2013 | 246            | 288             |
| 2014 | 239            | 222             |
| 2015 | 300            | 622             |
| 2016 | 348            | 854             |
| 2017 | 279            | 846             |
| 2018 | 217            | 509             |
| 2019 | 175            | 406             |

## Palmares
| Legenda                 |
| ----------------------- |
| Grandslamtoernooi       |
| Olympische Spelen       |
| Year-End Championships  |
| Premier Mandatory       |
| Premier Five / WTA 1000 |
| Premier / WTA 500       |
| International / WTA 250 |
| Challenger / WTA 125    |

### WTA-finaleplaatsen enkelspel
geen

### WTA-finaleplaatsen vrouwendubbelspel
| nr.              | finale     | toernooi  | ondergrond | partner         | tegenstandsters               | score    |         |
| ---------------- | ---------- | --------- | ---------- | --------------- | ----------------------------- | -------- | ------- |
| gewonnen finales |            |           |            |                 |                               |          |         |
| geen             |            |           |            |                 |                               |          |         |
| verloren finales |            |           |            |                 |                               |          |         |
| 1.               | 2020-09-06 | WTA Praag | gravel     | Nadia Podoroska | Lidzija Marozava Andreea Mitu | 4-6, 4-6 | details |

## Resultaten grandslamtoernooien
| Legenda | Legenda                          |
| ------- | -------------------------------- |
| g.t.    | geen toernooi gehouden           |
| l.c.    | lagere categorie                 |
| –       | niet deelgenomen                 |
| G       | uitgeschakeld in de groepsfase   |
| 1R      | uitgeschakeld in de eerste ronde |
| 2R      | uitgeschakeld in de tweede ronde |
| 3R      | uitgeschakeld in de derde ronde  |
| 4R      | uitgeschakeld in de vierde ronde |
| KF      | uitgeschakeld in de kwartfinale  |
| HF      | uitgeschakeld in de halve finale |
| F       | de finale verloren               |
| W       | het toernooi gewonnen            |
| w-v     | winst/verlies-balans             |

### Enkelspel
| toernooi        | 2019 |
| --------------- | ---- |
| Australian Open | –    |
| Roland Garros   | 1R   |
| Wimbledon       | 1R   |
| US Open         | –    |